# Arly-Singou
Arly-Singou est un grand écosystème de 3 688 km2, situé au Burkina Faso. Il englobe la réserve totale de faune d'Arly (ou parc national d'Arly) et la réserve totale de faune du Singou. Elle est considérée comme faisant partie des aires abritant la faune sauvage des forêts et savanes les plus importantes existant encore en Afrique de l’Ouest. Le complexe d'aires protégées forment une zone importante pour la conservation des oiseaux.

## Faune et histoire
En 1980, des relevés aériens ont révélé que la plus grande population d'antilopes de toute la région habitait le complexe Arly-Singou. Des études plus récentes indiquent que la population d'antilopes s'y est maintenue à la fin du XXe siècle .
En 2003, des troupeaux d'éléphants d'Afrique, de buffles, d'hippotragues, de bubales, d'oribi, de Céphalophes de Grimm, de kob de Buffon, de guibs, de waterbucks, de redunca redunca ainsi que des groupes de phacochères, de babouins Anubis et patas, ont été enregistrés dans la réserve d'Arly-Singou lors d'une enquête aérienne.
En 2002, selon les informations communiquées par la population locale, entre 364 et 444 lions résidaient à Arly-Singou. Mais les données du recensement n'étaient pas disponibles. En 2004, les données du recensement n'étaient toujours pas disponibles. Selon les informations fournies par les chercheurs en faune sauvage, il a été estimé que 50 à 150 lions résident à Arly-Singou.
Lycaon pictus, un chien de chasse tacheté et en voie de disparition, se trouvait au Burkina Faso, dans l'écosystème d'Arly-Singou, mais, bien que les dernières observations aient été faites dans le parc national d'Arly, l'espèce est considérée comme disparue du pays.
On considère que le projet Arly-Singou a pris une initiative structurelle quelque peu nouvelle en ce qui concerne les entreprises de gestion de la faune financées par le gouvernement dans la région. Cependant, le projet permet également aux opérateurs privés de partager et de détenir l'autorité de la gestion de la zone, dans le but de tirer parti des avantages de fonds externes plus importants provenant de ces opérateurs.

## Aller plus loin
- (en) UICN : espèce num 15951
- Ouédraogo, O., Schmidt, M., Thiombiano, A., Hahn, K., Guinko, S. et Zizka, G., « Magnoliophyta, Arly National Park, Tapoa, Burkina Faso », Revue, vol. 7, no 1,‎ 2011, p. 85–100 (lire en ligne)
- « CONSIDERATION OF PROPOSALS FOR AMENDMENT OF APPENDICES I AND II » [archive du 3 février 2007] [PDF] (consulté le 11 septembre 2007)